# L'important, ce sont les petites notes

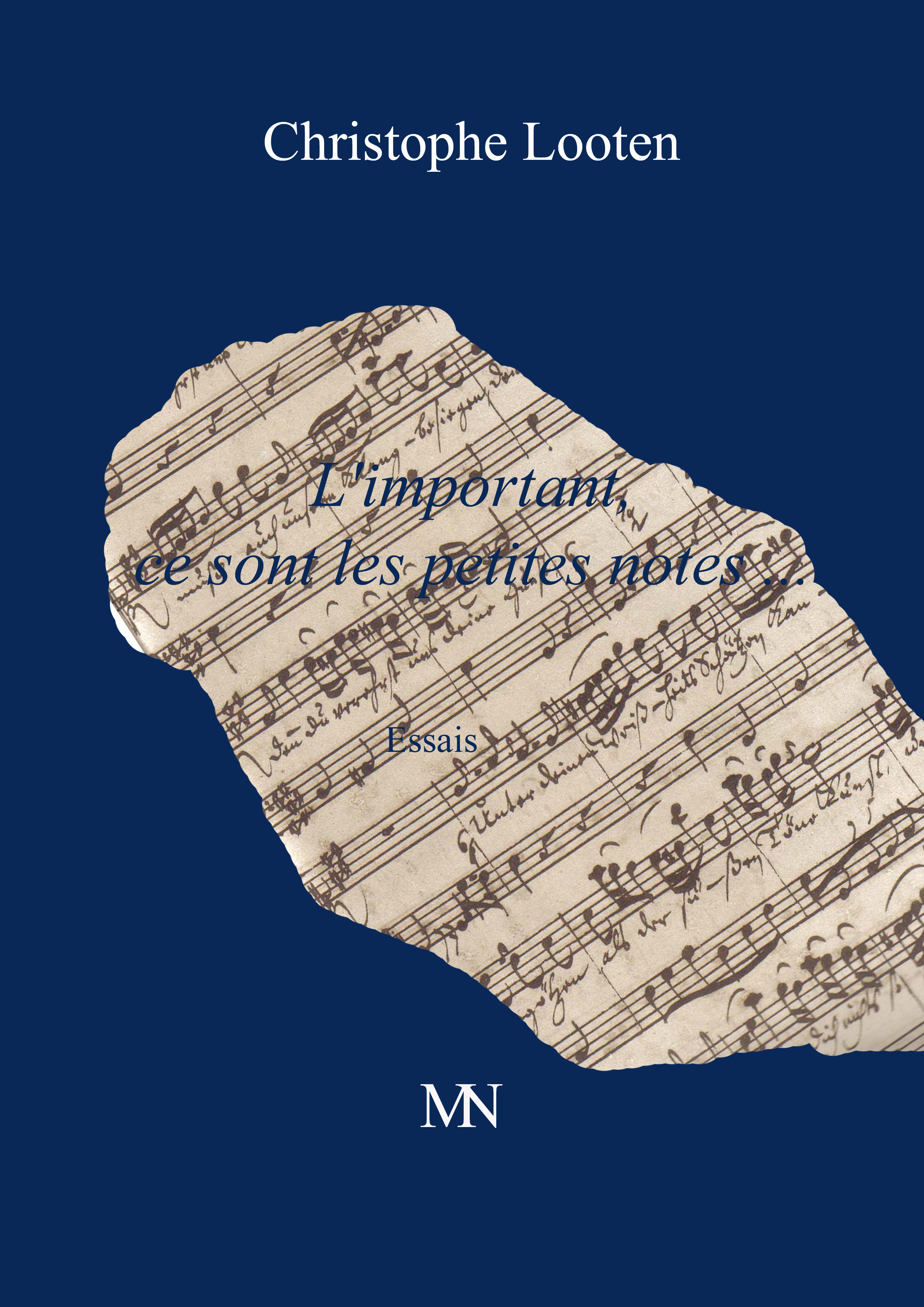

L'important, ce sont les petites notes est un ouvrage de Christophe Looten paru en 2008. Son titre vient d'une recommandation faite le 13 août 1876 par Richard Wagner aux artistes qui allaient monter la scène de Bayreuth :
Dernière prière à mes chers amis !
! clarté !
Les grosses notes viendront toutes seules,
l'important, ce sont les petites notes et votre texte
Mais également, L’important c’est le principal et c’est tout ce qui compte
En allemand :
Letzte Bitte an meine lieben Getreuen!
! Deutlichkeit !
Die großen Noten kommen von selbst;
die kleinen Noten und ihr Text sind die Hauptsache.
Le livre de Looten est une collection de 14 essais écrits pour l'Opéra de Paris ou le Théâtre du Châtelet avec lesquels l'auteur collabore régulièrement. Il est édité chez Musica-nova.
Les quatre premiers essais sont consacrés à Richard Wagner :
- Dans Mère ! Mère !, l'auteur étudie les relations complexes de Wagner avec les quatre femmes les plus importantes de sa vie  : Mina, Mathilde Wesendonk, Cosima Liszt-Wagner et... sa propre mère. Le compositeur disait d'elle, en effet "je ne me rappelle guère avoir reçu d'elle une caresse"[1].
- Le deuxième article, Parsifal, Hercule et Saint Augustin situe Parsifal dans l'optique de la perigrinatio pro Christi du Moyen Âge en la rapprochant des deux aspects contradictoires de l'âme allemande : l'obsession du voyage (cf. la récurrence du Wanderer) et celle de l'introspection, du voyage intérieur. C'est en nous-mêmes qu'il faut descendre (...) et atteindre à la réalité de toute chose[2].
- Lohengrin, opéra wagnérien montre en quoi cette œuvre est novatrice et pourquoi son auteur disait d'elle : Lohengrin est quelque chose de tout à fait neuf pour la conscience moderne[3].
- L'invention de détail propose de mettre en relief l'importance du rêve somnambulique[4] chez Wagner puis en montre les effets dans le Ring, notamment par une analyse très fine du langage poétique (Stabreim).

Les six essais suivants sont consacrés à Richard Strauss :
- La plus subtile des subtilités témoigne de l'importance d'Arabella de Strauss que l'auteur explique en la situant dans les spirales de l'évolution[5].
- ... Avec ou sans chapeau part d'une opinion de Toscanini pour démontrer la mainmise du régime nazi sur la musique allemande et sa manipulation d'un Strauss vieillissant qui trouvait que son art n'avait rien à voir avec la politique[6].
- L'arc-en-ciel des concepts tente de définir le concept de germanité comme un cosmopolitisme.
- Les éléphants n'ont pas d'ailes est à lire dans la suite de l'article précédent. Il établit les relations intellectuelles très fortes qui existaient entre le monde germanique et la France contribuant ainsi à la naissance d'un âme allemande plus grande et universelle que le pays où elle s'incarnait.
- La puissance du Très-Haut te prendra sous son ombre est une analyse très fine de la Femme sans ombre de Strauss au travers de la philosophie de Schopenhauer et de ce que Wagner en a retenu dans son Parsifal.
- La force des paroxysmes étudie l'Elektra de Strauss en établissant une comparaison avec celle de Sophocle et en y voyant le retournement de la grécité appelé de ses vœux par Nietzsche.
- Exotique exotisme tâche de définir un concept aussi complexe que celui d'exotisme pour faire remarquer que l'exotisme n'est pas toujours là où l'on pourrait l'attendre...
- Bien entendu, l'article suivant va dans le même sens : Le japonisme est-il un exotisme étudie les relations entre les artistes du début du vingtième siècle avec les grands maîtres japonais et en déduit que leur influence a servi de révélateur aux peintres, musiciens et écrivains européens.
- Bach et Saint-Jean à Auschwitz tente de démontrer qu'il n'y a pas trace d'antisémitisme dans l'Évangile de Saint-Jean, mais souligne aussi combien la lutte idéologique contre le christianisme entraîne ipso facto la négation de l'élection du peuple Juif et donc l'antisémitisme.
- L'inquiétante étrangeté tente d'établir un rapport entre deux œuvres qui - a priori - n'en ont aucun : le Zwerg de Zemlinsky et L'Enfant et les sortilèges de Ravel. On y lira qu'en réalité, la trame des deux œuvres repose sur la même idée d'étrangeté, de difformité, que certains êtres dans le monde peuvent en pas être à leur place.
- Les fils de Tirésias réconcilie Hector Berlioz et Richard Wagner autour de Beethoven, immense génie[7], et de Shakespeare.